# 서해수산연구소
서해수산연구소(西海水産硏究所)는 대한민국 서해의 연근해에 관한 수산시험 및 연구사업을 관장하는 국립수산과학원의 소속기관이다. 1993년 2월 10일 발족하였으며, 인천광역시 중구 선녀바위로 14에 위치하고 있다. 소장은 고위공무원단 나등급에 속하는 일반직 또는 연구직공무원으로 보한다.

## 연혁
- 1949년 11월 10일: 중앙수산시험장 소속으로 인천·군산지장 설치.
- 1954년 11월 30일: 중앙수산시험장 소속으로 대천지장 설치.
- 1962년 5월 10일: 서해구지장으로 통합.
- 1963년 12월 17일: 국립수산진흥원 소속 서해구시험소로 개편.
- 1971년 8월 13일: 인천·군산지원으로 분리 개편.
- 1976년 6월 11일: 지장을 지원으로 개편.
- 1985년 4월 26일: 인천·군산수산연구소로 개편. 대천수산연구소 설치.
- 1993년 2월 10일: 서해수산연구소로 통합.
- 1995년 4월 12일: 군산분소 설치.
- 2002년 3월 2일: 국립수산과학원 소속으로 변경.
- 2004년 2월 2일: 군산분소를 폐지하고 소속기관으로 갑각류연구센터 설치.
- 2007년 1월 1일: 갑각류연구센터를 폐지하고 서해특성화연구센터를 설치.
- 2010년 2월 26일: 서해특성화연구센터 폐지.

## 관할구역
- 서울특별시
- 인천광역시
- 대전광역시
- 세종특별자치시
- 경기도
- 충청북도
- 충청남도
- 전북특별자치도

## 조직

### 소장
- 연구지원과[1]
- 자원환경과[2]
- 양식산업과[2]

### 소속기관
- 갯벌연구센터

## 주요 장비

### 탐구8호(282톤)
- 인천에 위치한 서해수산연구소의 주력선으로 서해해양조사, 한중황해해양환경 공동조사 등을 주 사업으로 함
- 선박 개요

| 선질 | 연료유창 용적 | 진수년월일 | 항해속력  | 항속거리  | 주관   | 최대승선인원 | 주요차수           | 주발전기  | 정박지 |
| ---- | ------------- | ---------- | --------- | --------- | ------ | ------------ | ------------------ | --------- | ------ |
| 강선 | 110m³         | 1995년 8월 | 13.6Knots | 5000Miles | 1705Hp | 25명         | 42.24mⅹ8.60mⅹ3.70m | 429Hpⅹ2기 | 인천   |

### 탐구2호(90톤)
- 인천에 위치한 서해수산연구소 소속 시험조사선으로 서해연안의 어장환경조사 및 적조조사, 어업자원생태조사 등을 주 사업으로 함
- 선박 개요

| 선질 | 연료유창 용적 | 진수년월일  | 항해속력  | 항속거리  | 주관   | 최대승선인원 | 주요차수           | 주발전기  | 정박지 |
| ---- | ------------- | ----------- | --------- | --------- | ------ | ------------ | ------------------ | --------- | ------ |
| 강선 | 27m³          | 1997년 11월 | 14.6Knots | 1370Miles | 1200Hp | 12명         | 31.79mⅹ6.20mⅹ1.96m | 154Hpⅹ2기 | 인천   |